# Biserica de lemn din Sălciva

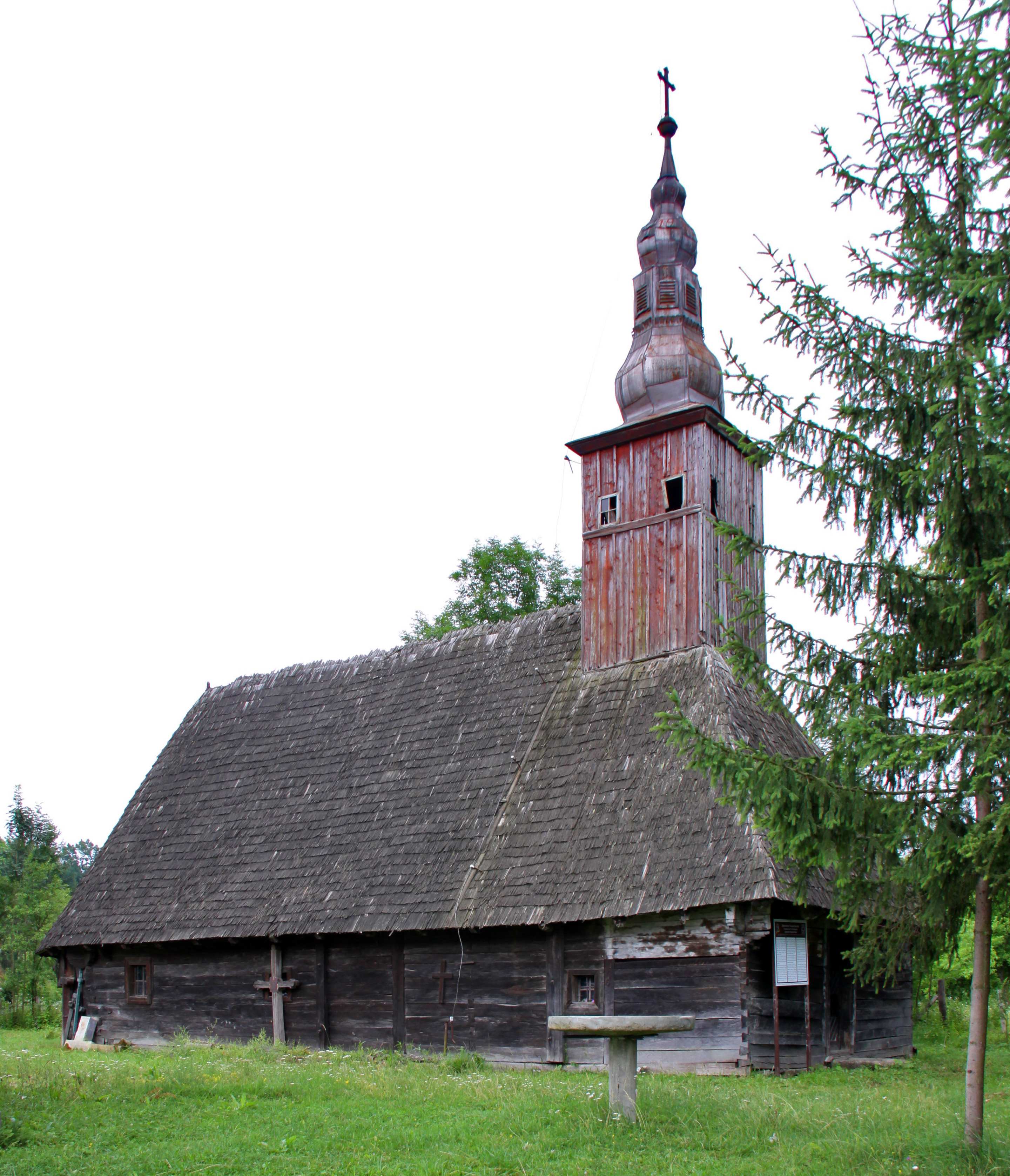
Biserica de lemn „Cuvioasa Paraschiva” din Sălciva, comuna Zam, județul Hunedoara, foto: iunie 2009.

Interiorul naosului, spre iconostas. Foto: iunie 2009.

Scene de pictură murală pe bolta naosului. Foto: iunie 2009.

Pisanie de la 1811 în naos, peste intrarea sudică. Foto: 2009.

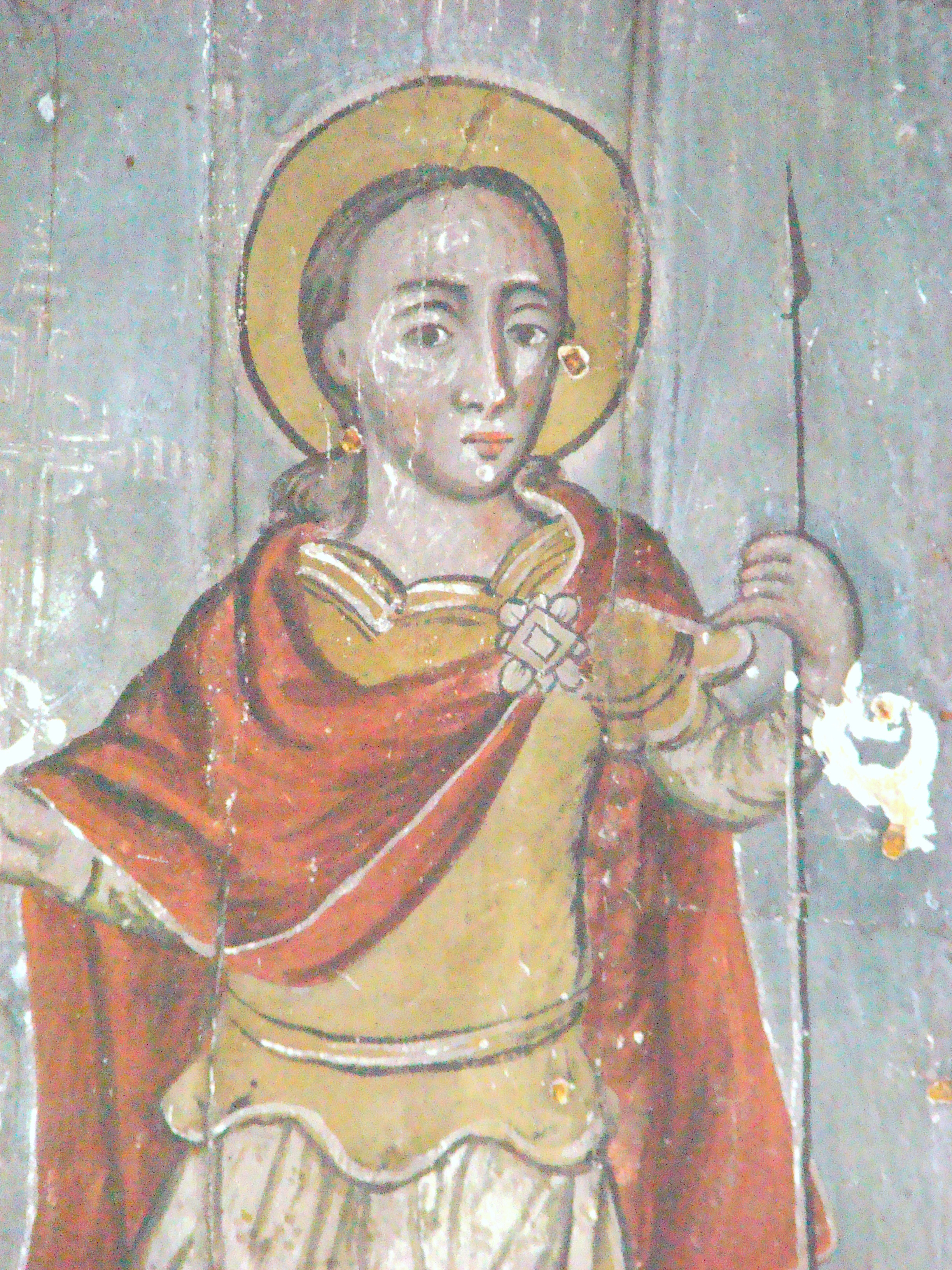
Detaliu pictură

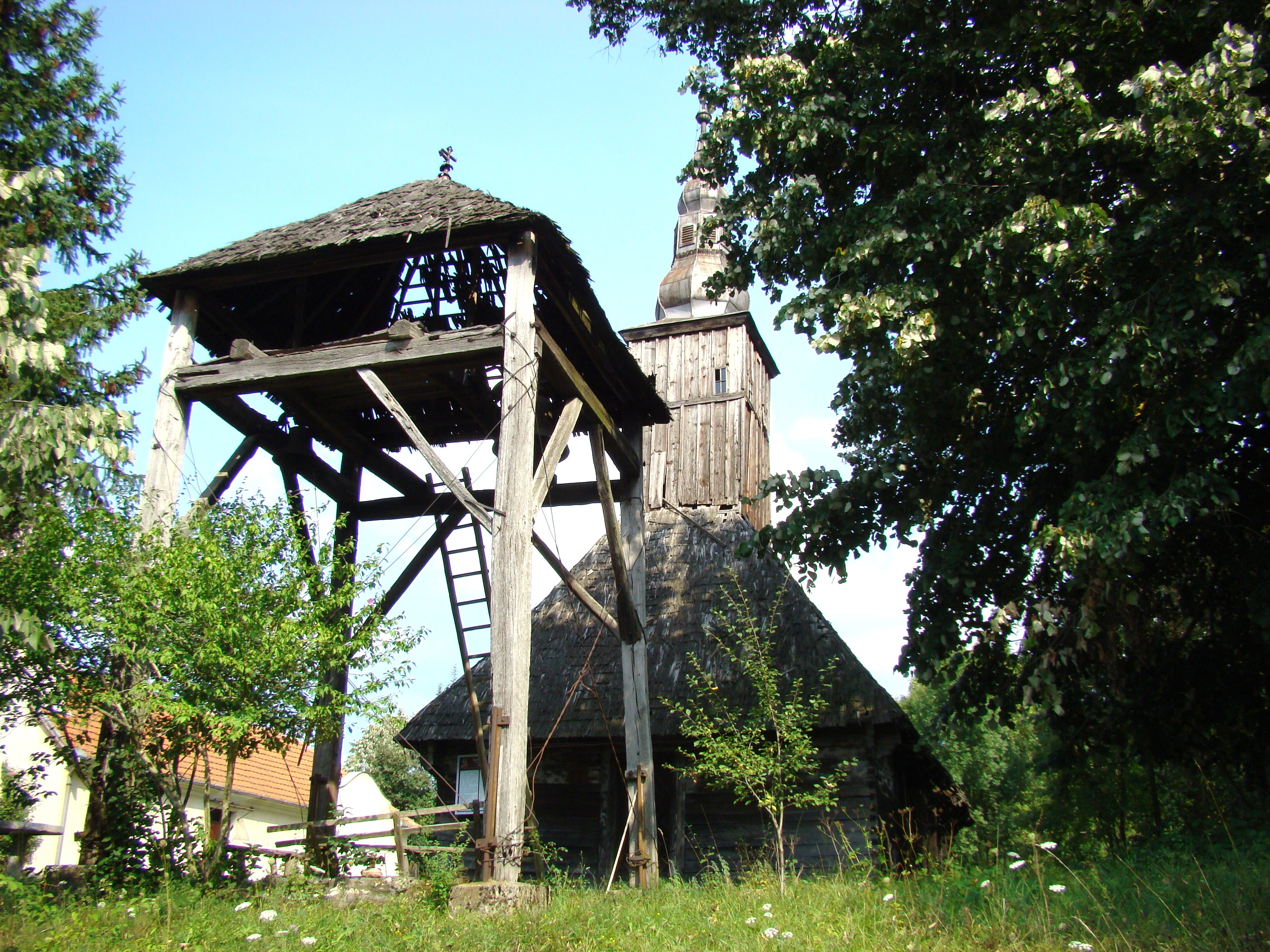
Biserica şi alăturat clopotniţa, la fel de degradată şi în pericol de prăbuşire, foto: august 2009.

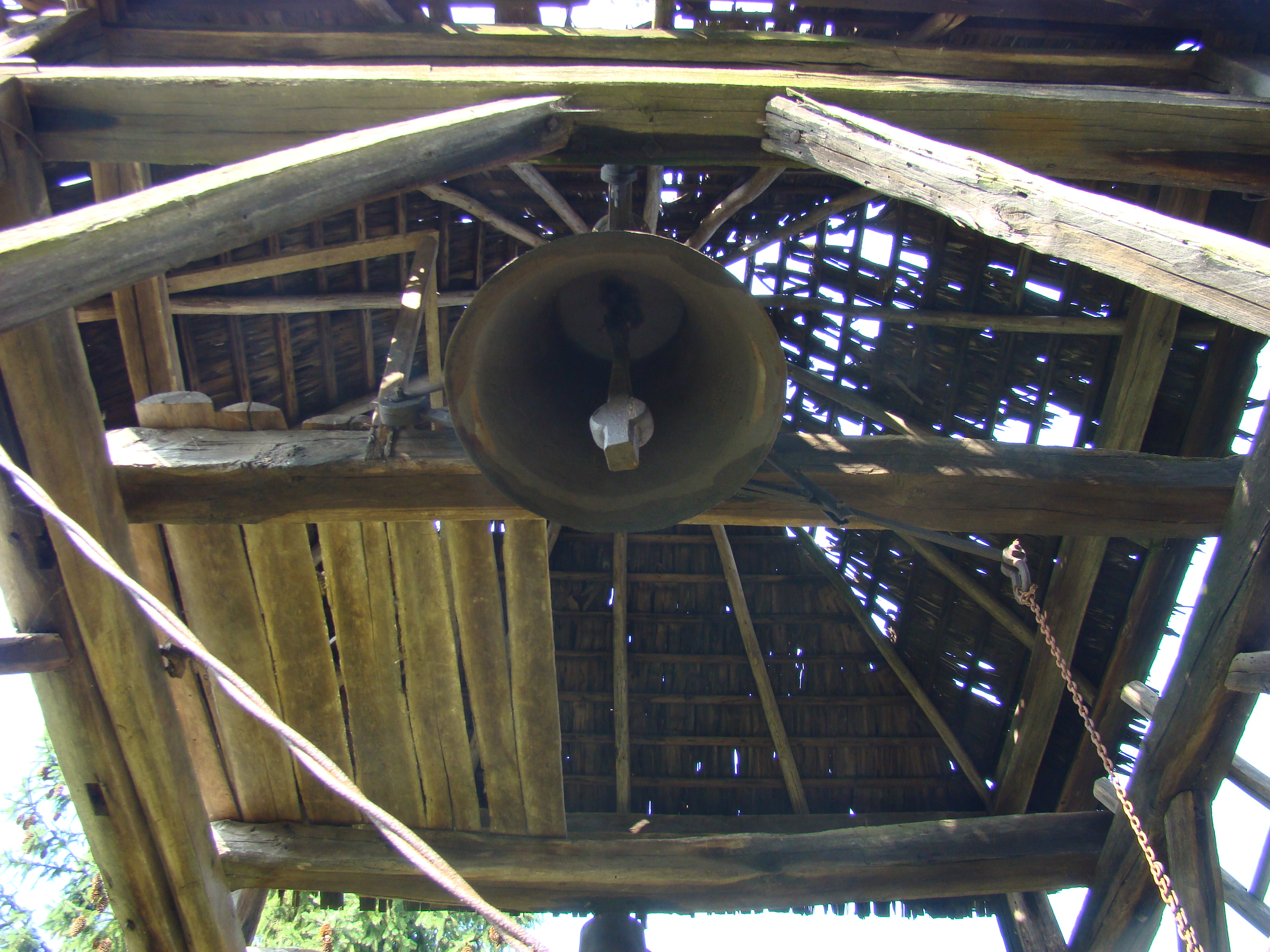
Clopotniţa (detaliu)

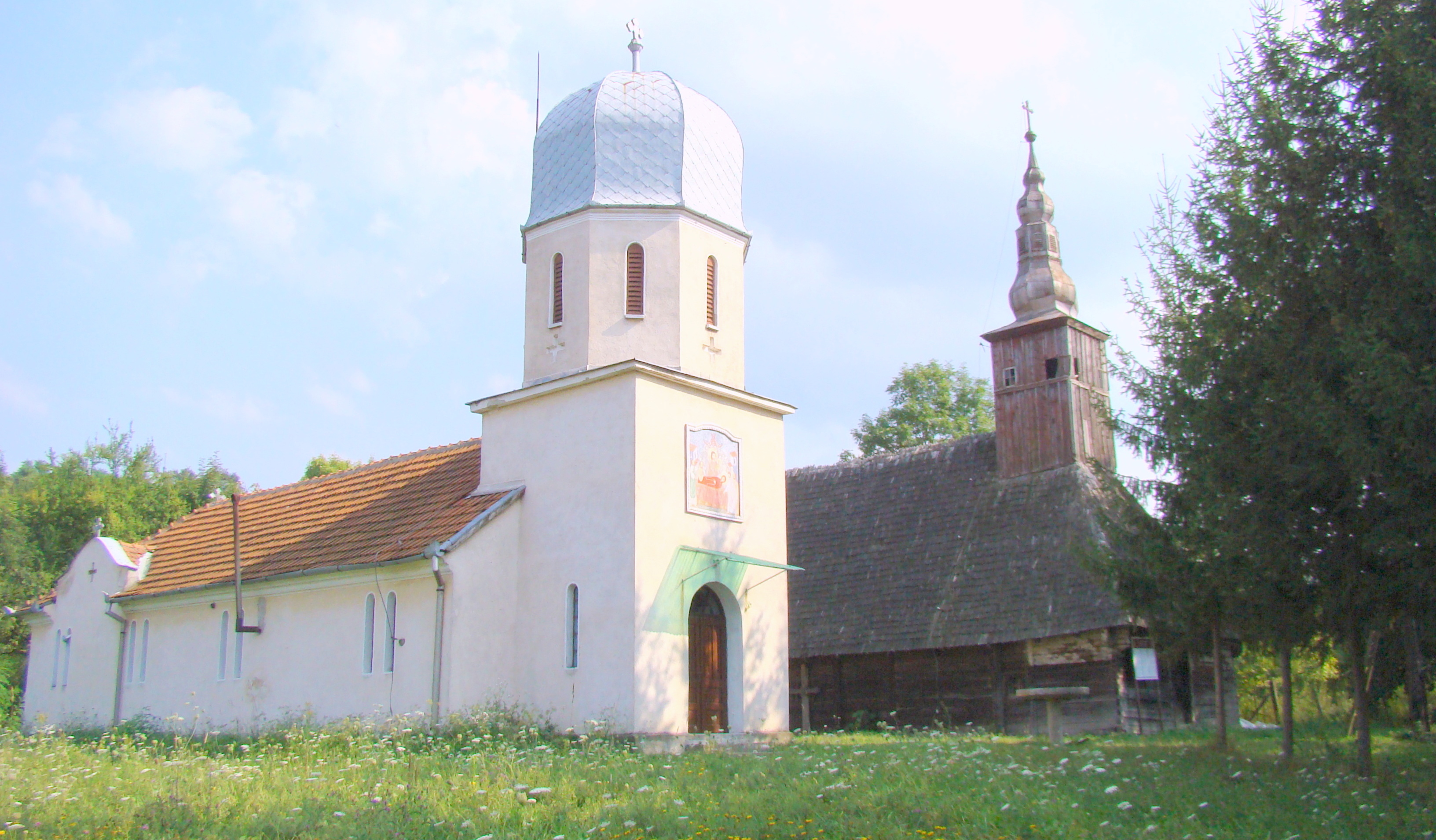
Biserica nouă de zid, construită în imediata vecinătate

Biserica de lemn din Sălciva, comuna Zam, județul Hunedoara a fost ridicată în jurul anului 1799. Acesta este unul dintre cele mai ample lăcașuri de cult ridicate în lemn din regiune și din Transilvania. Se distinge prin pictura murală de factură bizantină cu influențe baroce, nelipsită de aspecte care oglindesc realitățile locale. Figurează pe noua listă a monumentelor istorice, cod LMI CL-II-m-A-03443. În anul 2012, biserica a fost strămutată în Călărași.

## Istoric
Biserica a fost înălțată în pragul sec. XIX, informații prețioase, legate de acest eveniment, desprinzându-se dintr-o condică păstrată în arhiva parohiei. Cea mai timpurie cheltuială înscrisă este din 1799, pentru "cuie la biserica cea nouă". Reiese că edificiul era aproape gata atunci, mai dăinuind și ctitoria cea veche, în vatra părăsită a satului, pe un dâmb căruia i-a dat numele. Anul săvârșirii construcției a fost săpat probabil, în pragul de sus al vreunei intrări, modificate ulterior. 
Construirea în imediata vecinătate a unei noi biserici de zid, a condus la părăsirea vechii biserici de lemn, lăsată în paragină de comunitatea locală și păstorii ei.

## Îngerii plâng
În interiorul bisericii de lemn din Sălciva îngerii plâng, nu datorită unei revelații divine, ci din cauza stării de degradare avansate a acoperișului. Prin dranița mâncată de vreme plouă și ninge peste obrajii fragili ai chipurilor de icoane. Ansamblul de pictură murală interioară este impresionant, o adevarată biblie în imagini, desfășurată larg în scene și medalioane peste pereții verticali și peste întreaga boltă a naosului, a altarului și în tinda femeilor. Datorită acestei picturi de mare valoare artistică și istorică biserica este clasată între monumentele de patrimoniu de importanță națională. 
Zugravii și comandatarii picturii murale sunt surprinși în două pisanii scrise cu penelul. Pisania din stânga altarului, la proscomidie, ne transmite următoarele: „Această sfântă biserică sau zugrăvit de mâna mea Nicolae Bădău din Lupșa Mare în zilele [pre î]nălțatului împăratului nostru Franțișcuș, și sa gătat la anul 1811 luna iulie.” A doua pisanie se află în naos, peste intrarea sudică, și a fost scrisă spre cinstirea întregii comunități: „Această sf[â]ntă biserică sau zugrăvit cu ajutorul lui D[u]mnezeu la anul 1811 cu cheltuiala a tot satul Sălciva, fiind parocu Ion Gheorghe ...stăpia Gligore Samsen Las și învățătoriu Cost[an]di[n] Popovici, giurat Cetină Ghiorghie, bumeț Cetină Lazăr, Hodor Iancu, Popă Ianăș, boldicier Urs On.. ... Filip, Chitor Pascu, Chitor Carpăn, Drăgan Alicsandru și sau gătat în luna lui iulie în 26 ... în zile[le] prea luminatului împăratului nostru Franțișcuș sfârșit și lui Dumnezeu laudă, Nicolae Pătruț.”
După cum a rezultat din condica de cheltuieli, vastul șantier de la Sălciva a durat 6 ani (1807-1812), zugravul primind 118 florinți și slănina ce costase 5 florinți. Iconografia altarului grupeaza temele "Isus Pâinea vieții", " Viziunea Patriarhului Petru", "Sfinții Ierarhi", "Cel vechi de zile", "Preamărirea Fecioarei".

## Trăsături
Pereții, de proporții monumentale, înfățișeaza un plan dreptunghiular, cu absida altarului nedecroșată, poligonală, cu 5 laturi. Turnul pentru clopote, de peste pronaos, are un acoperiș cu forme volumetrice baroce. 

## Imagini din exterior

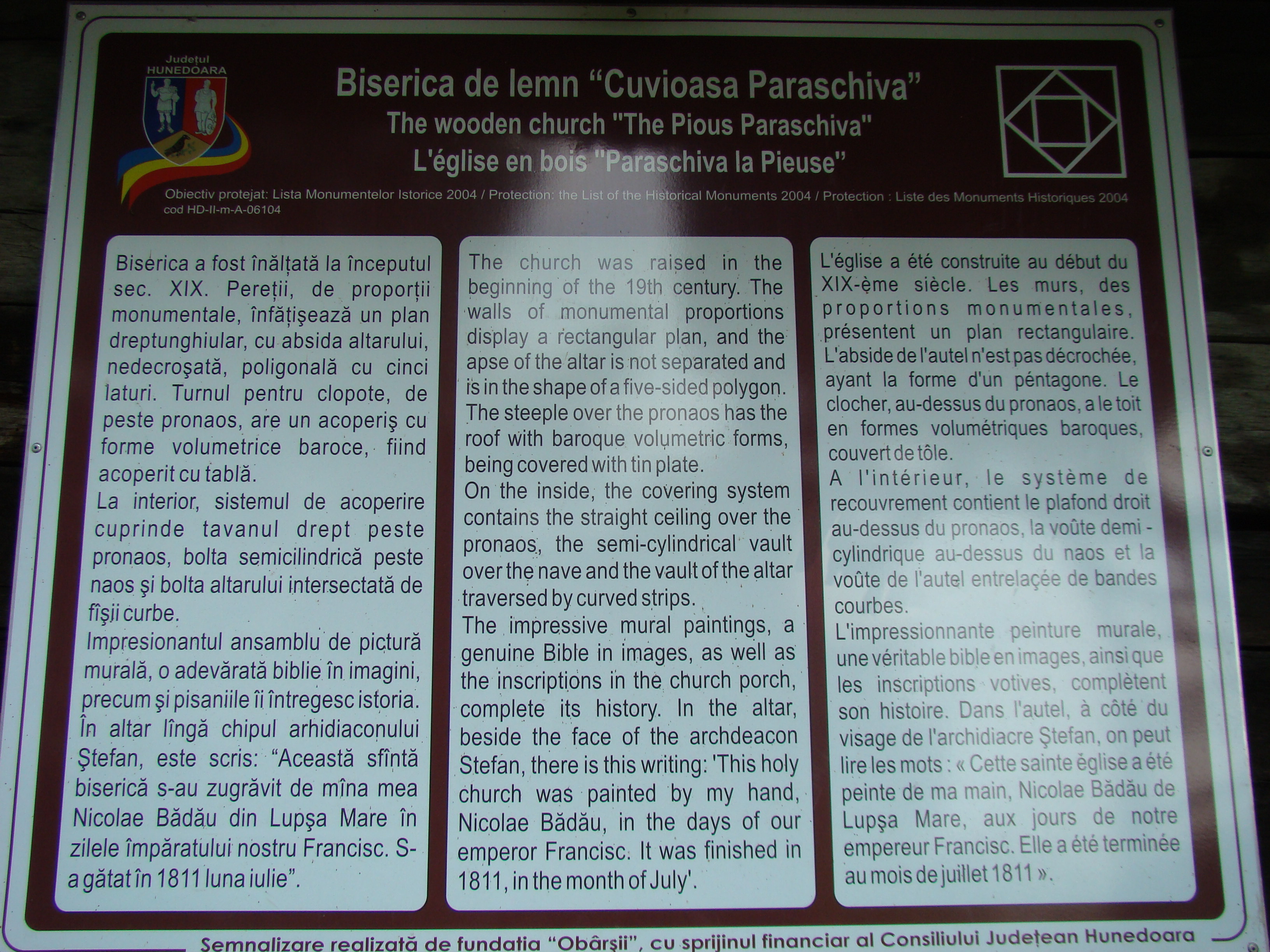
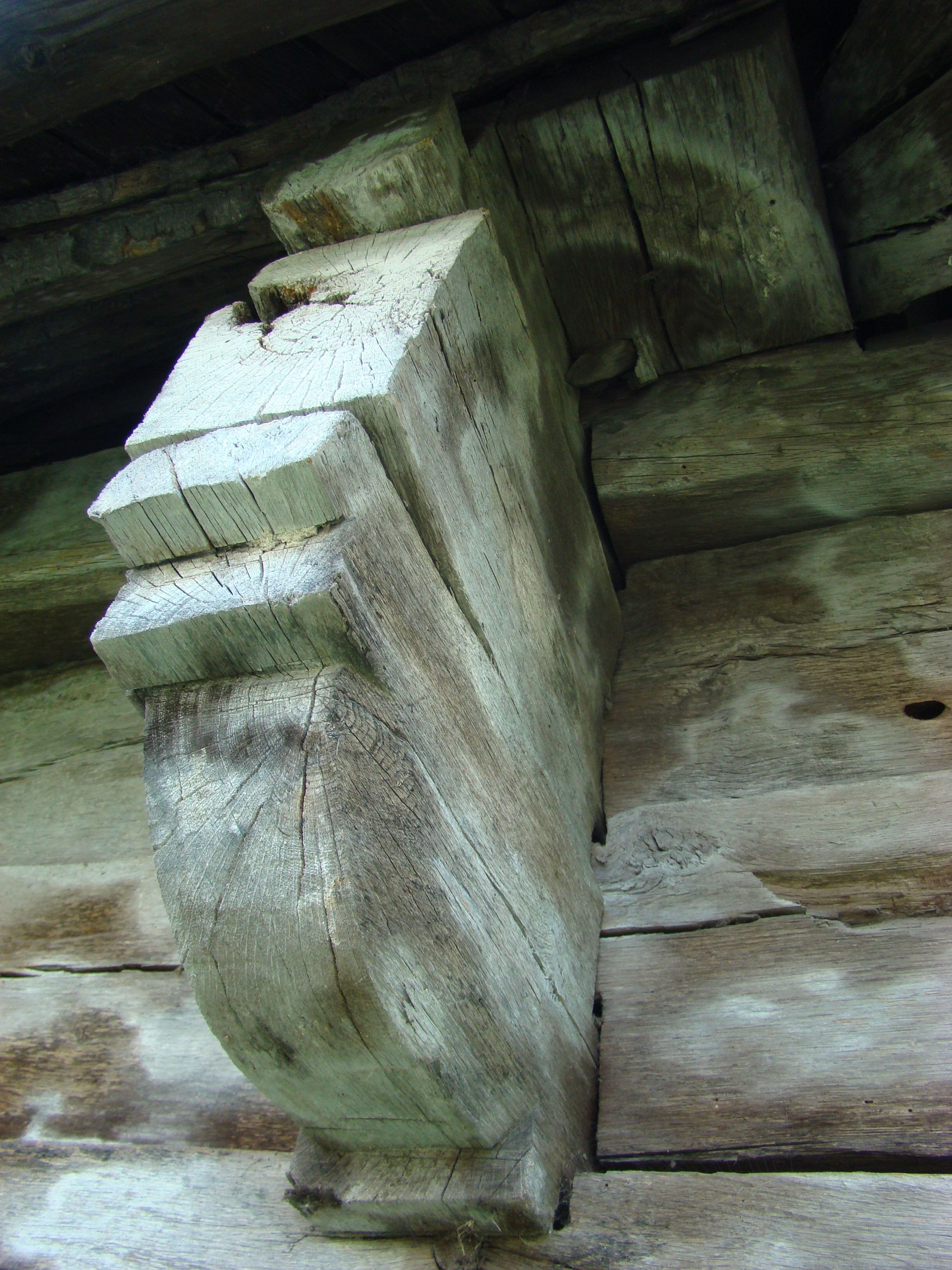
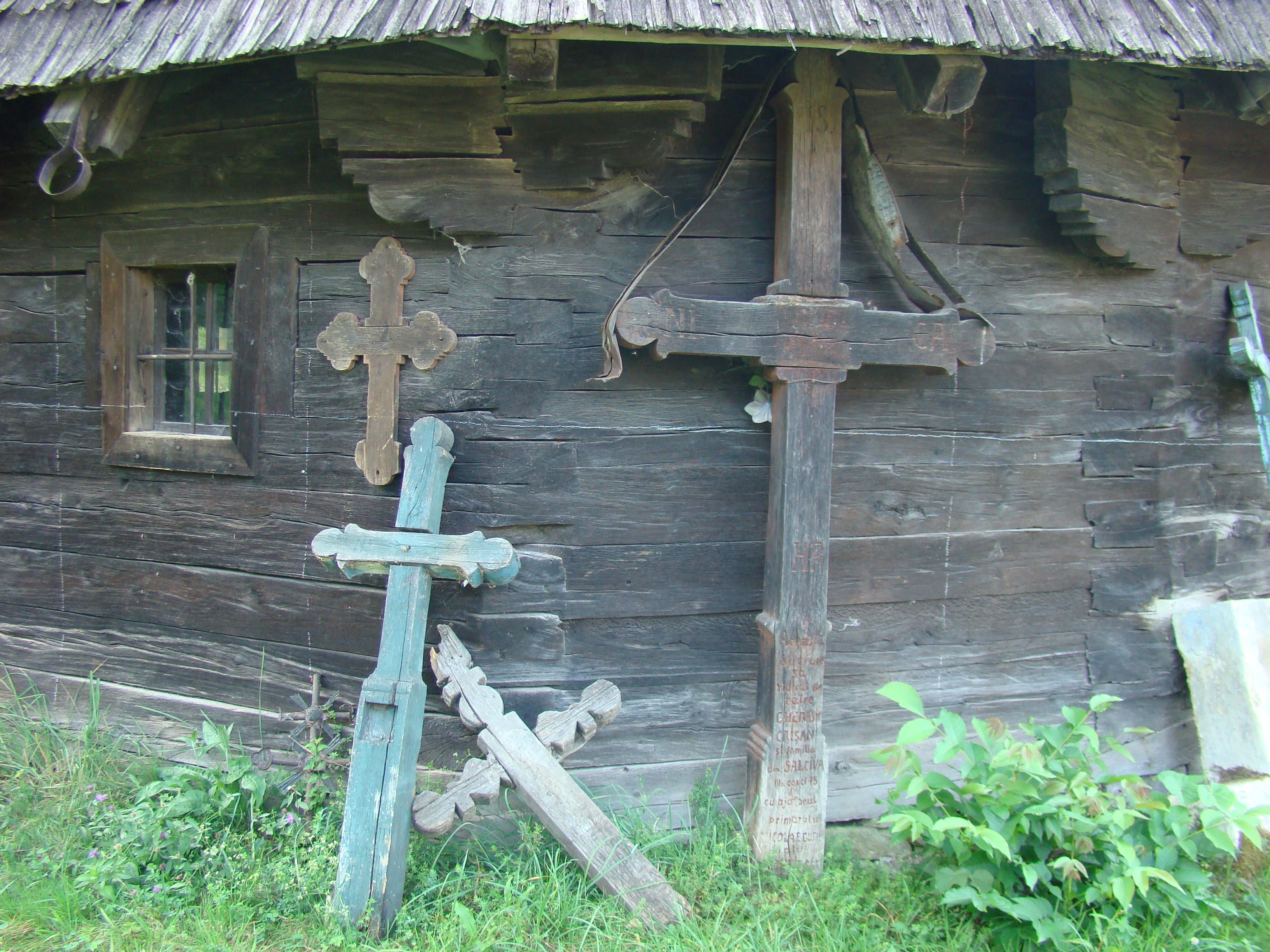
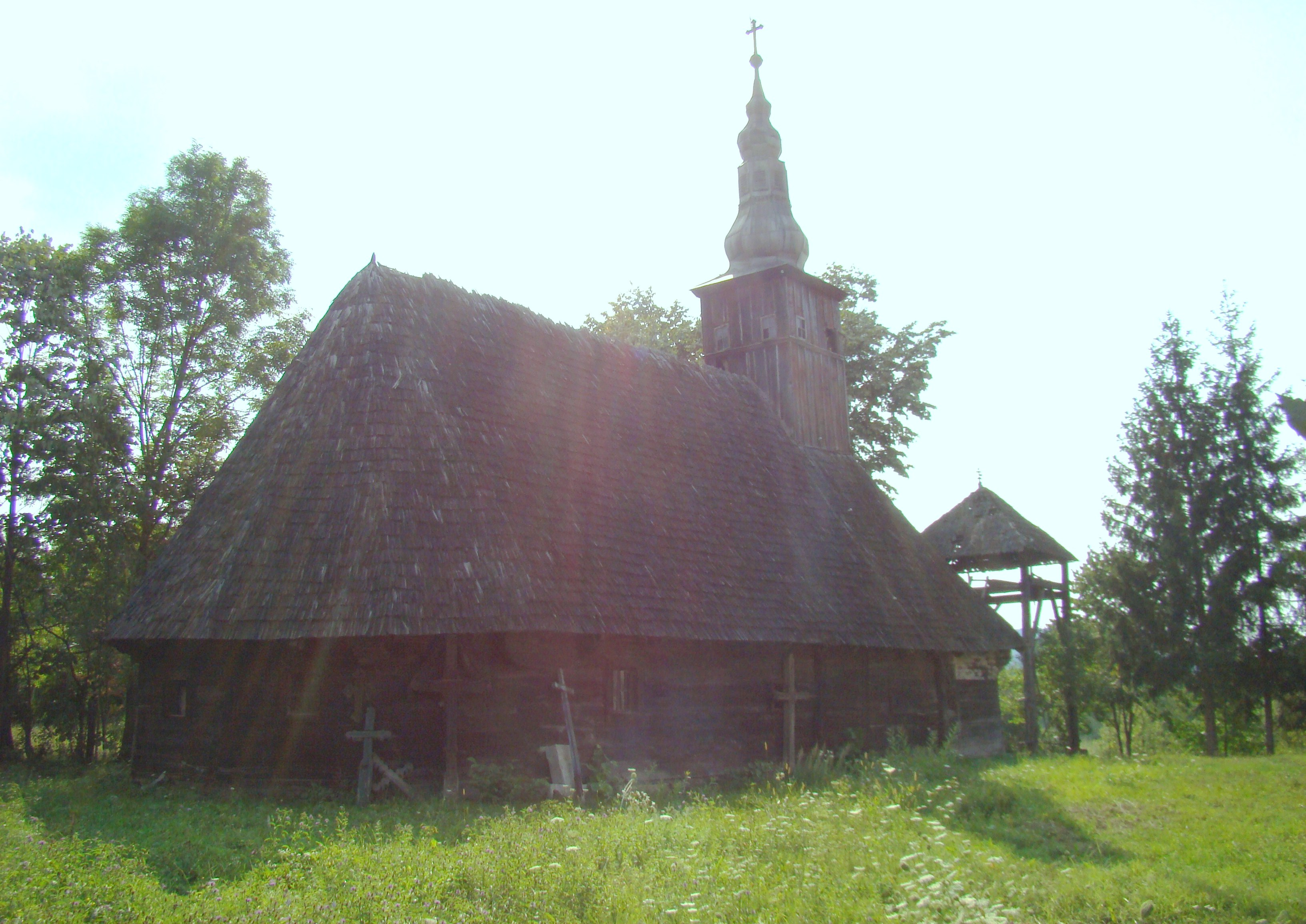
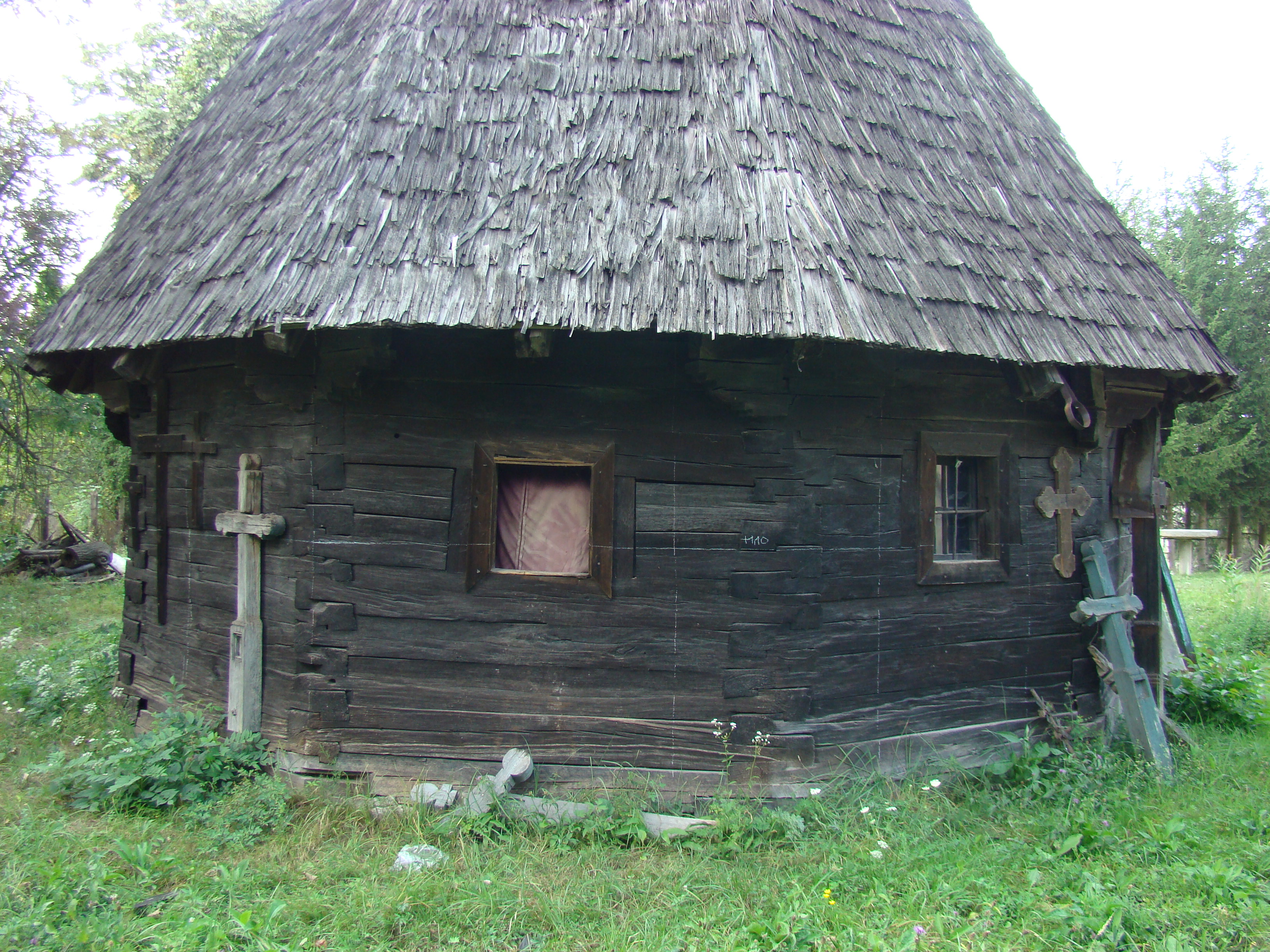
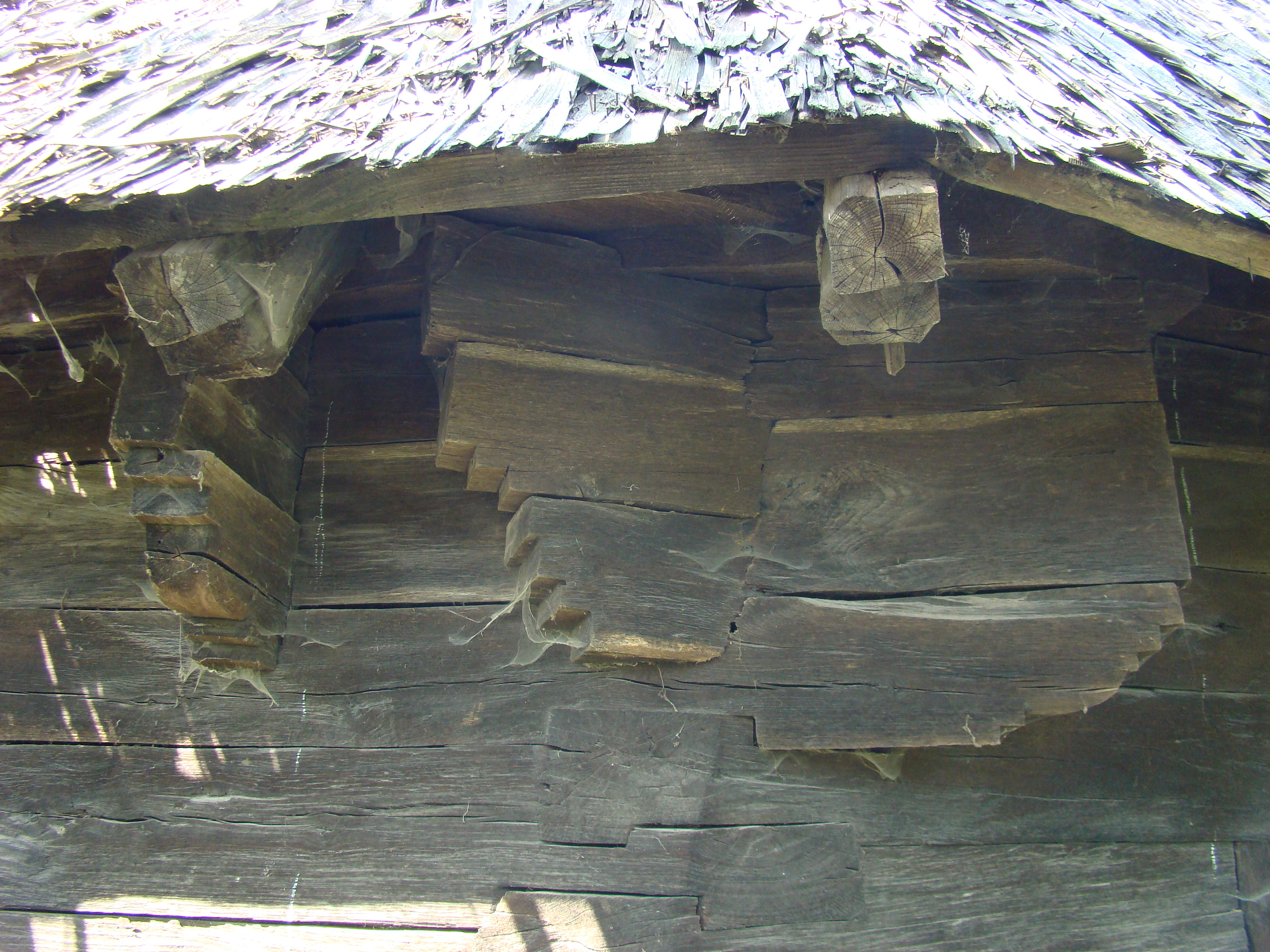
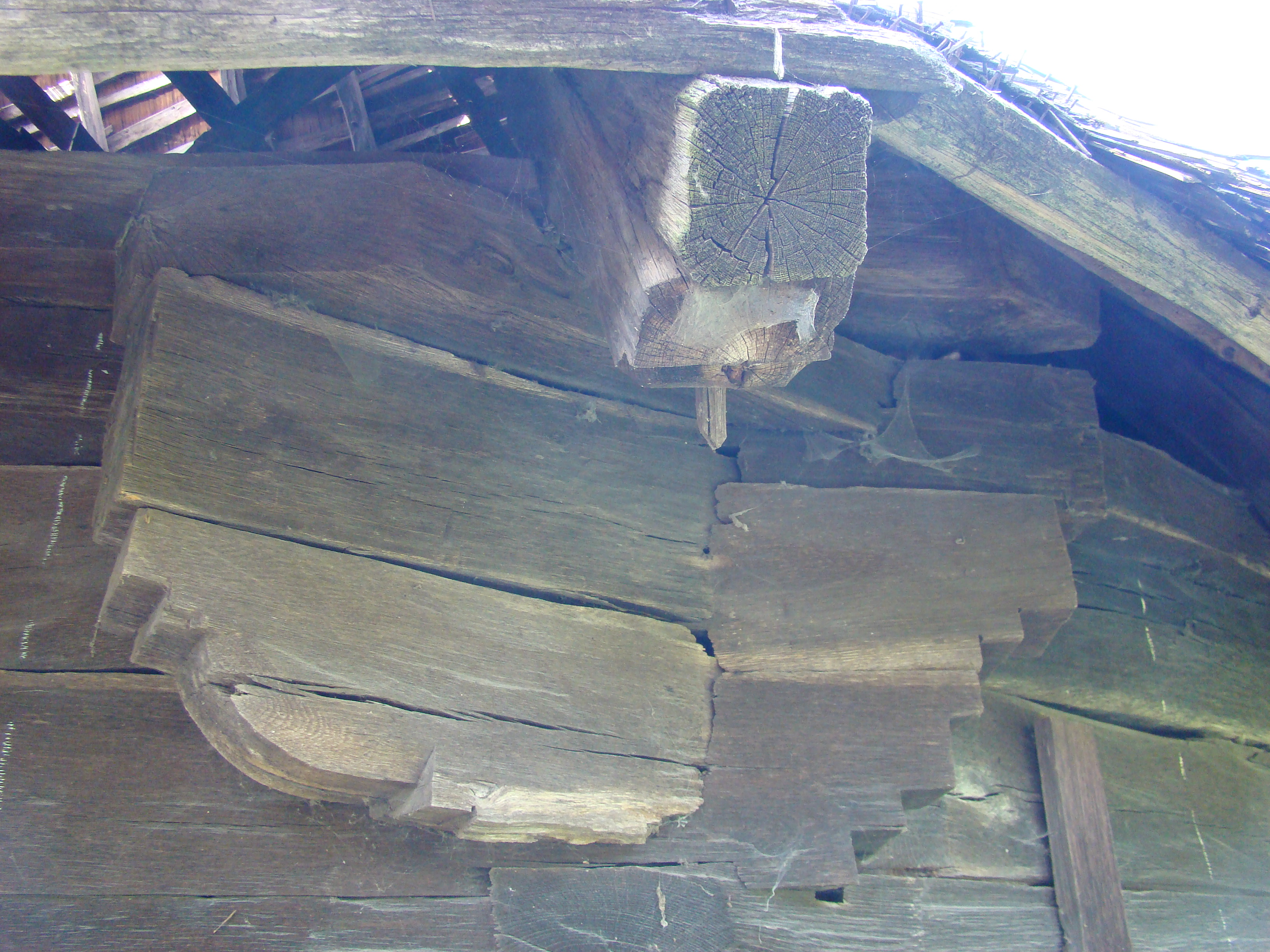
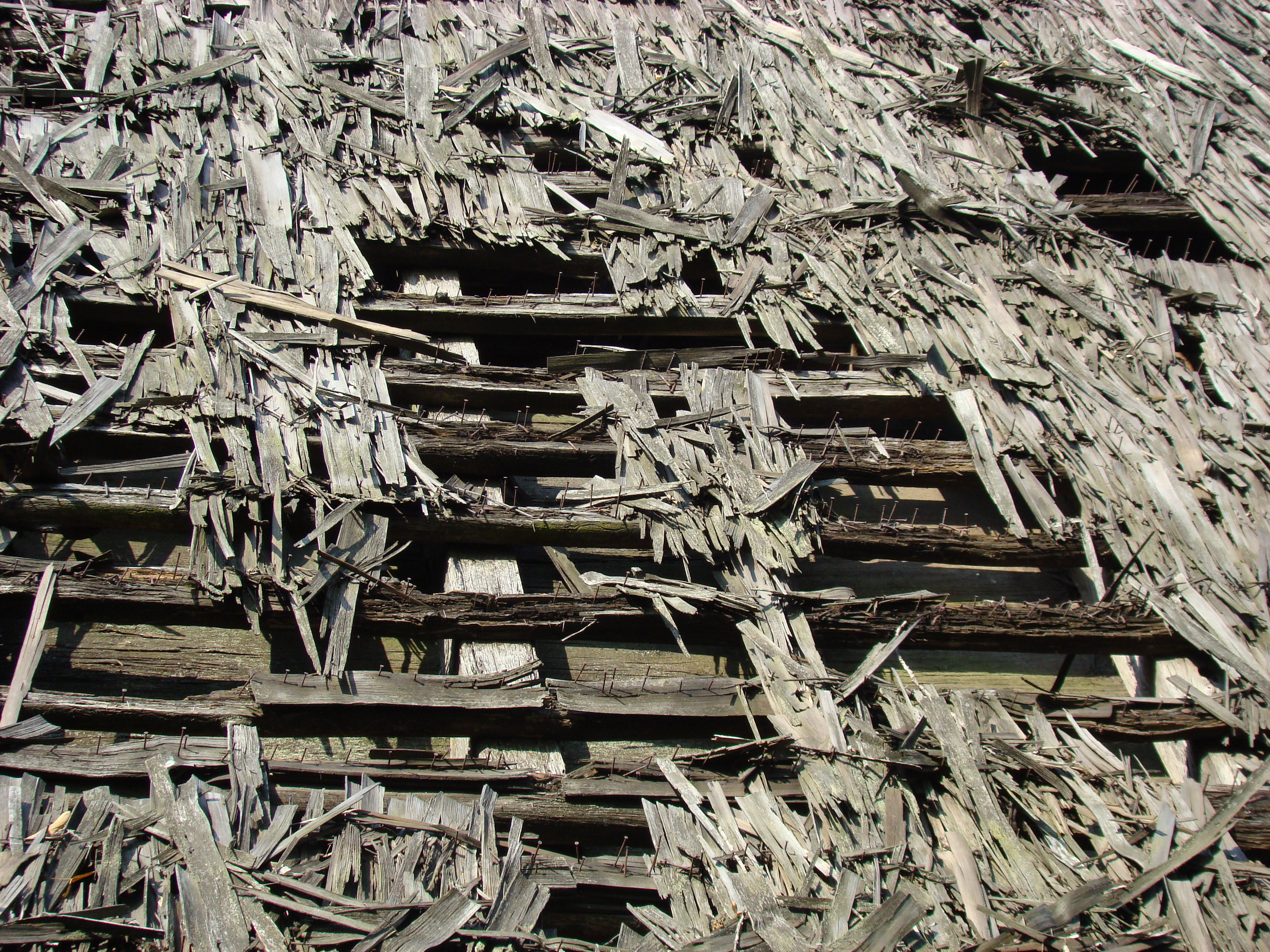
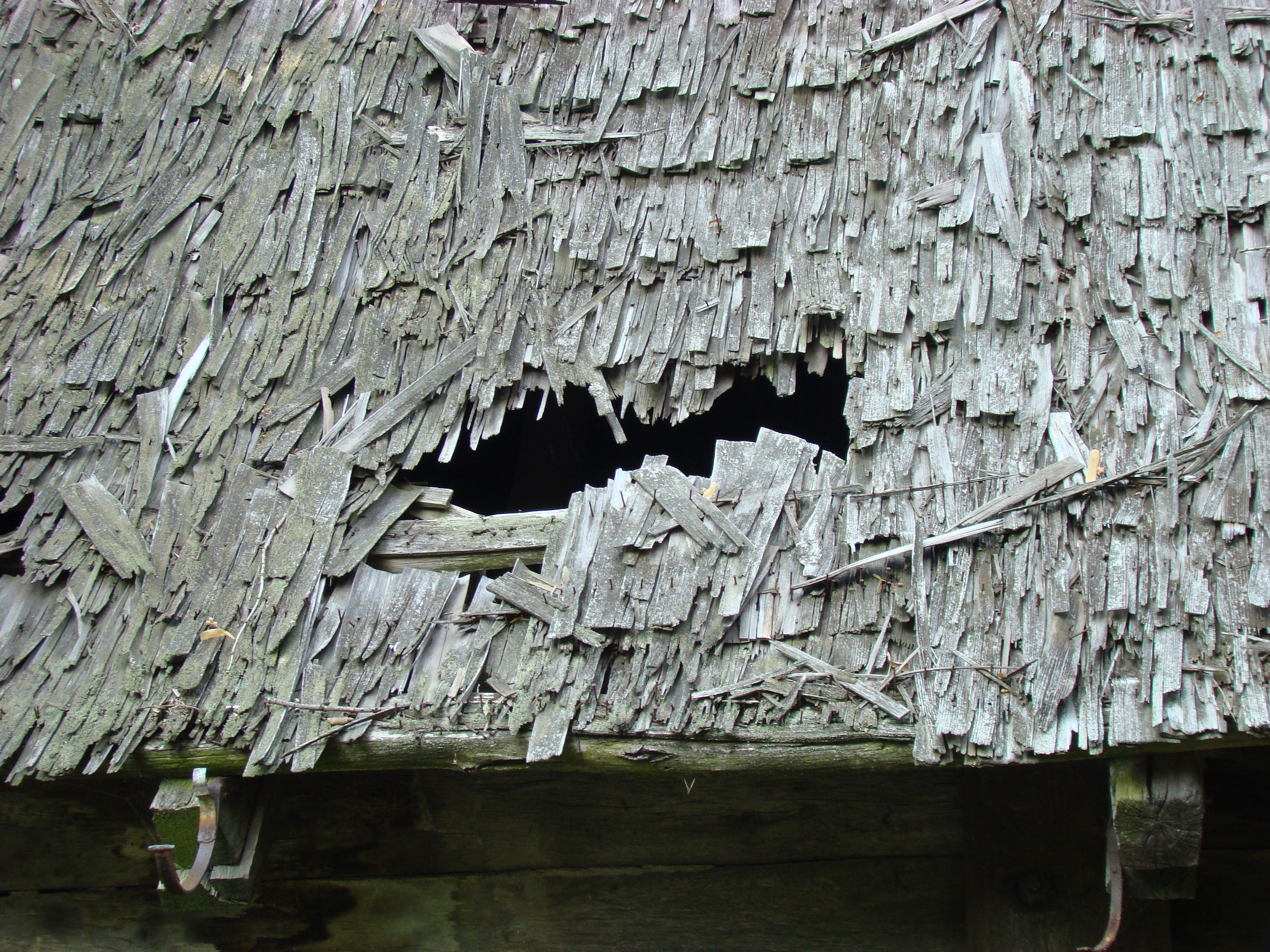
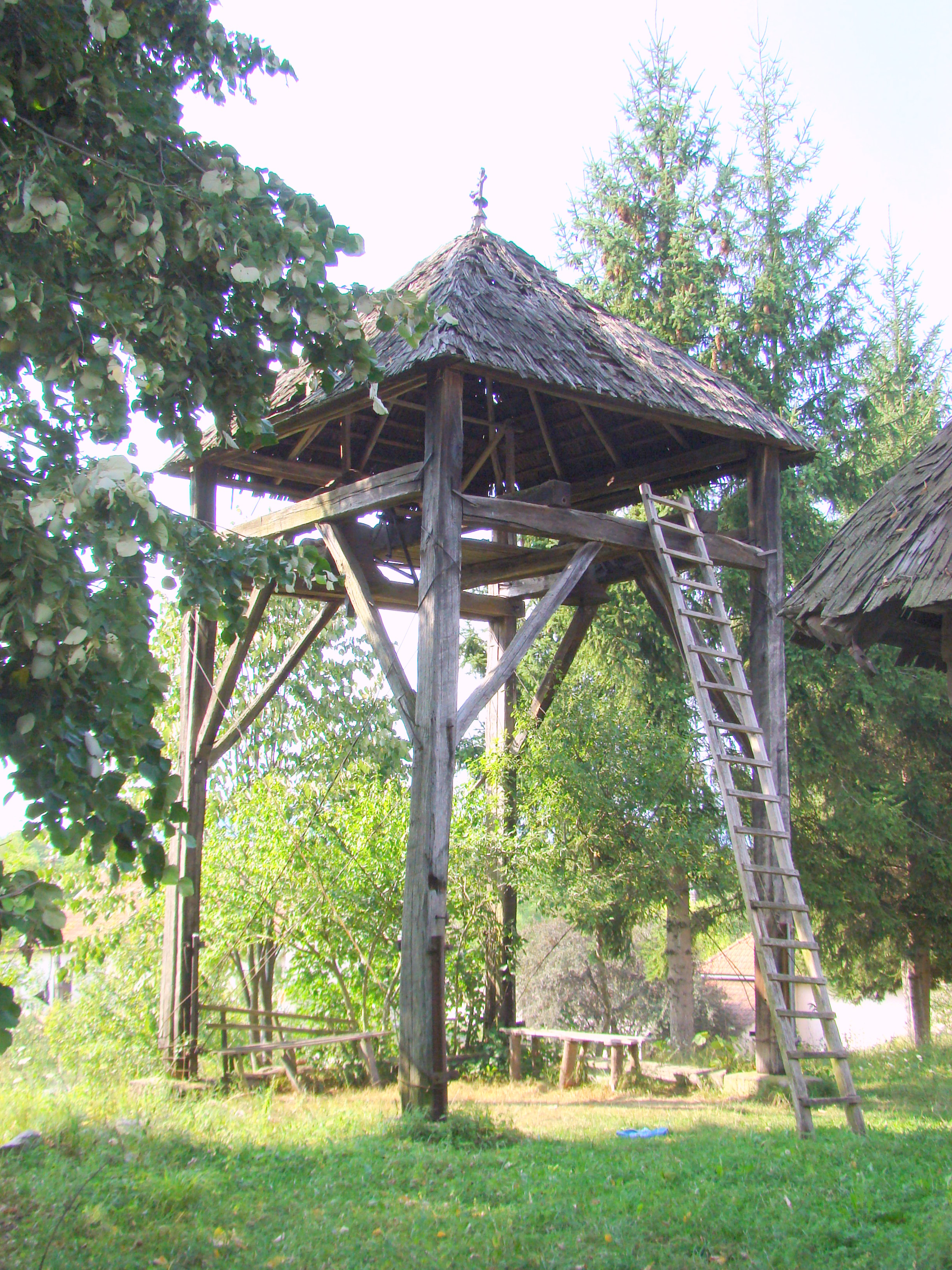
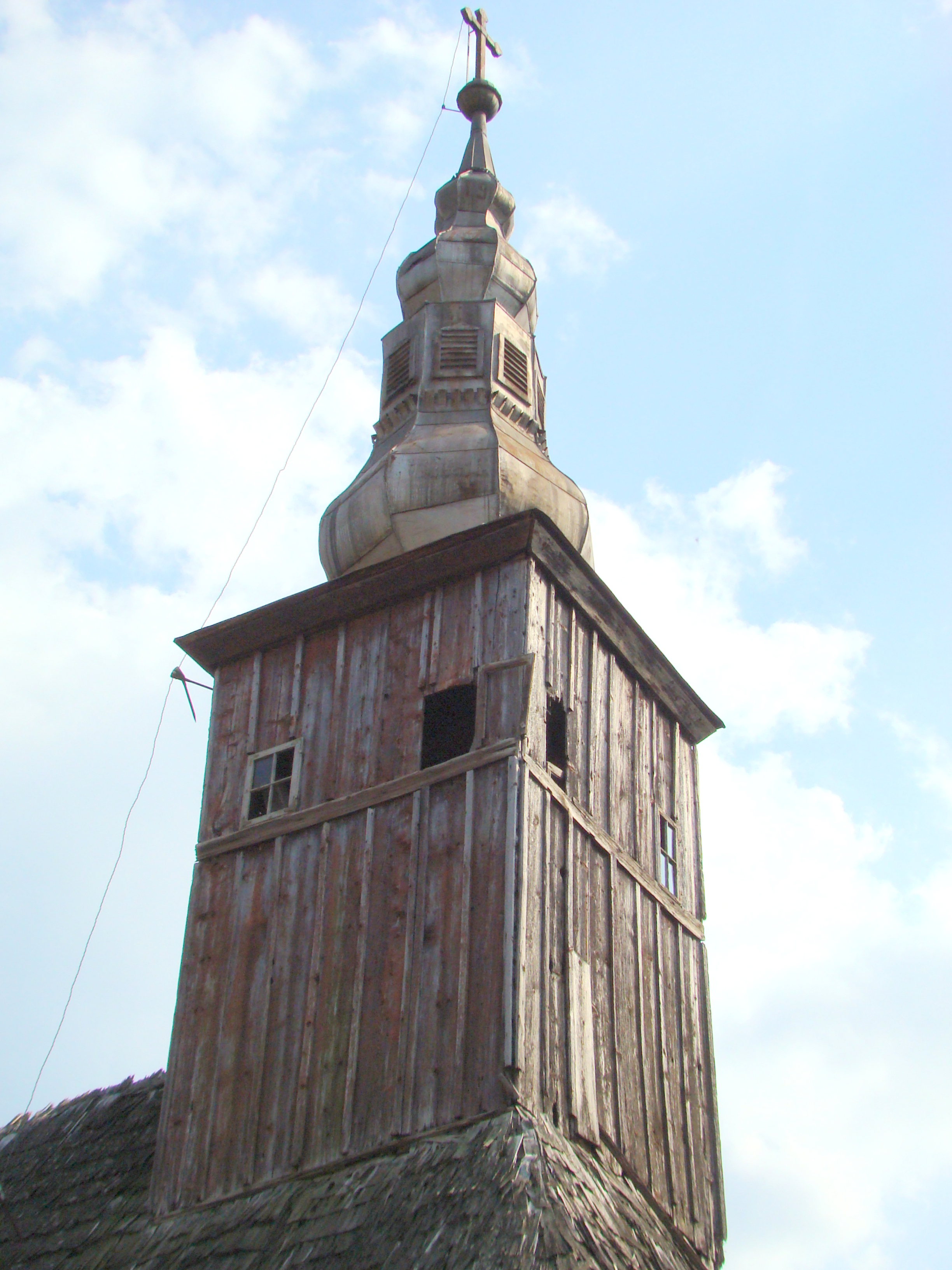
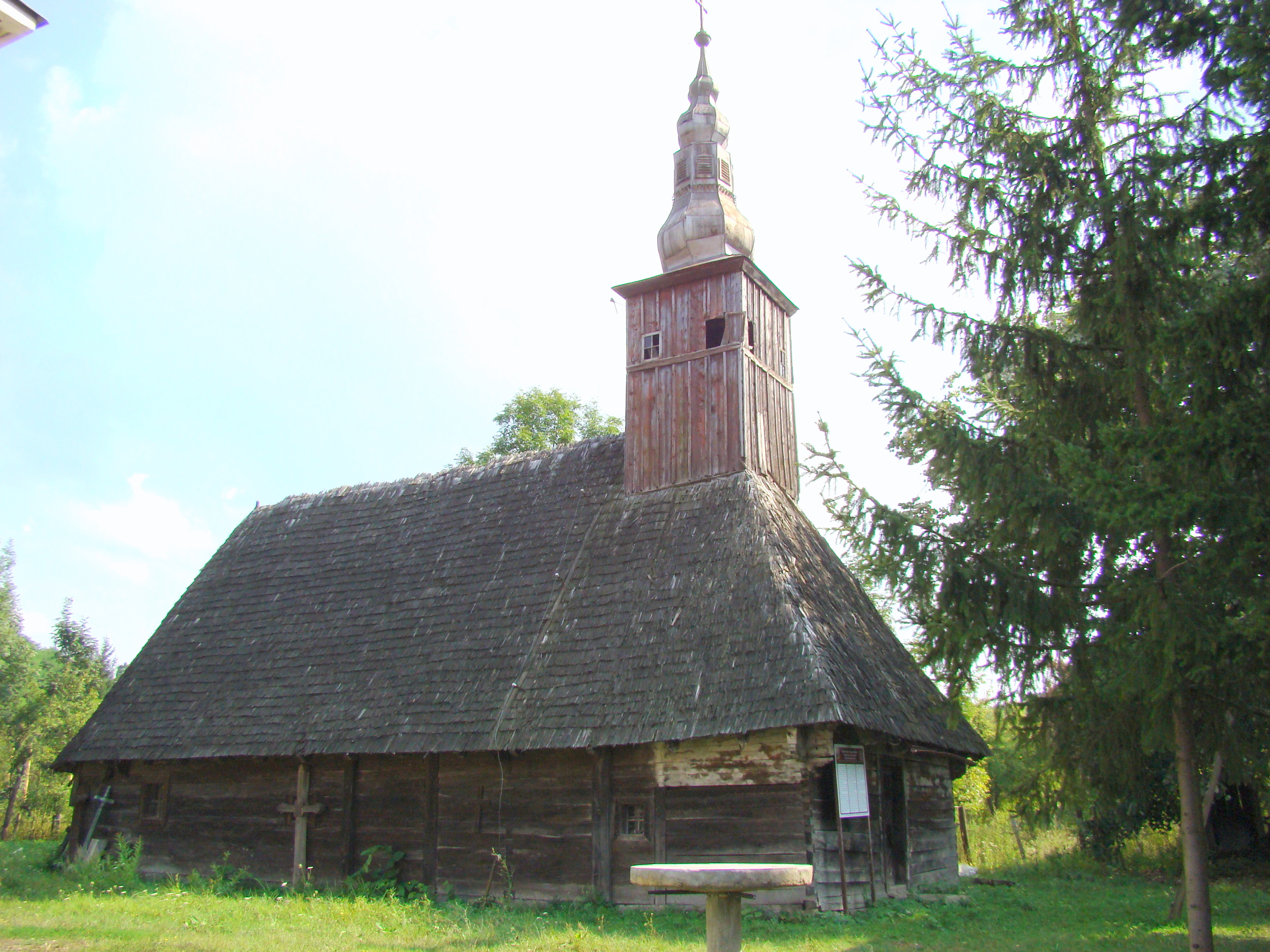
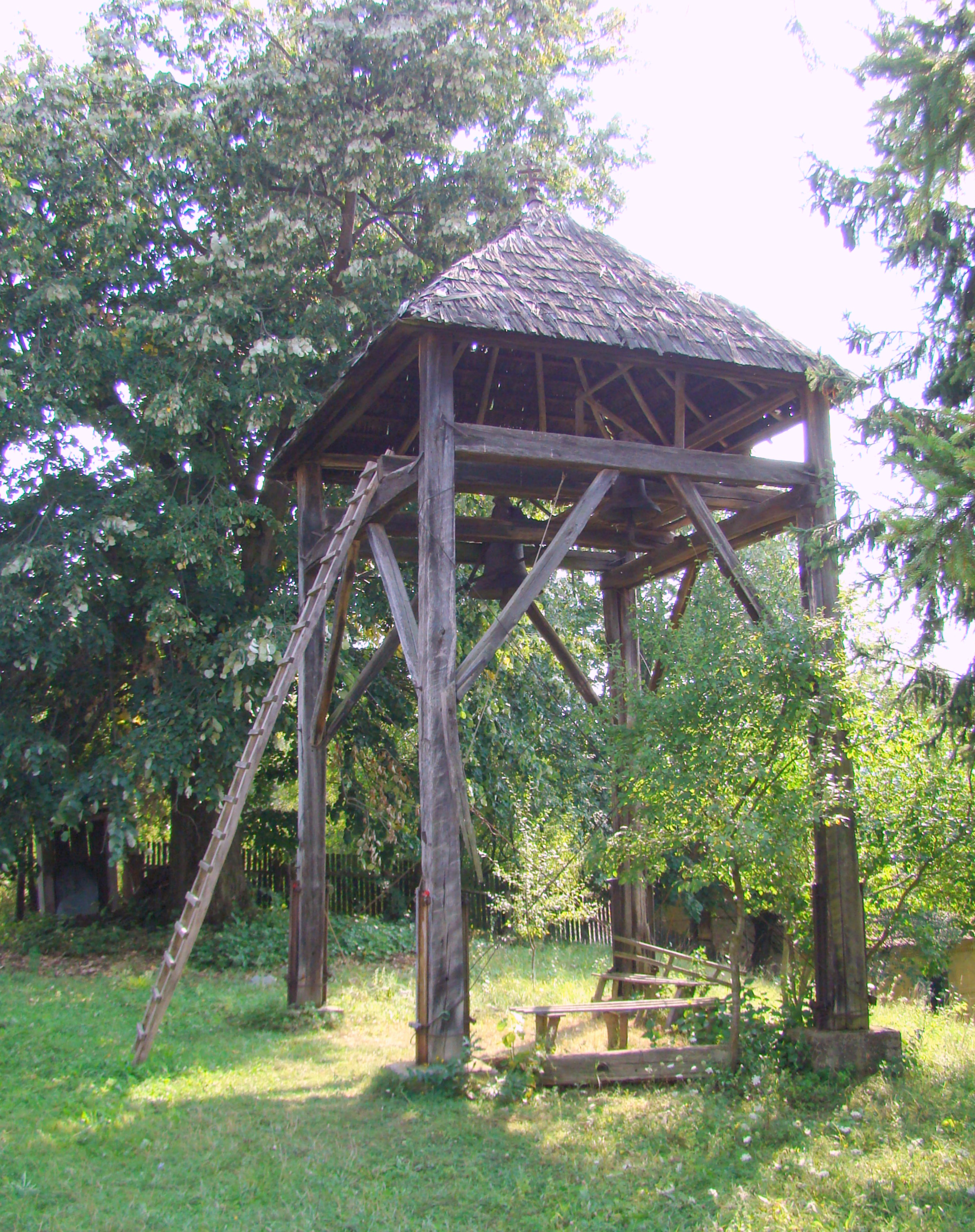
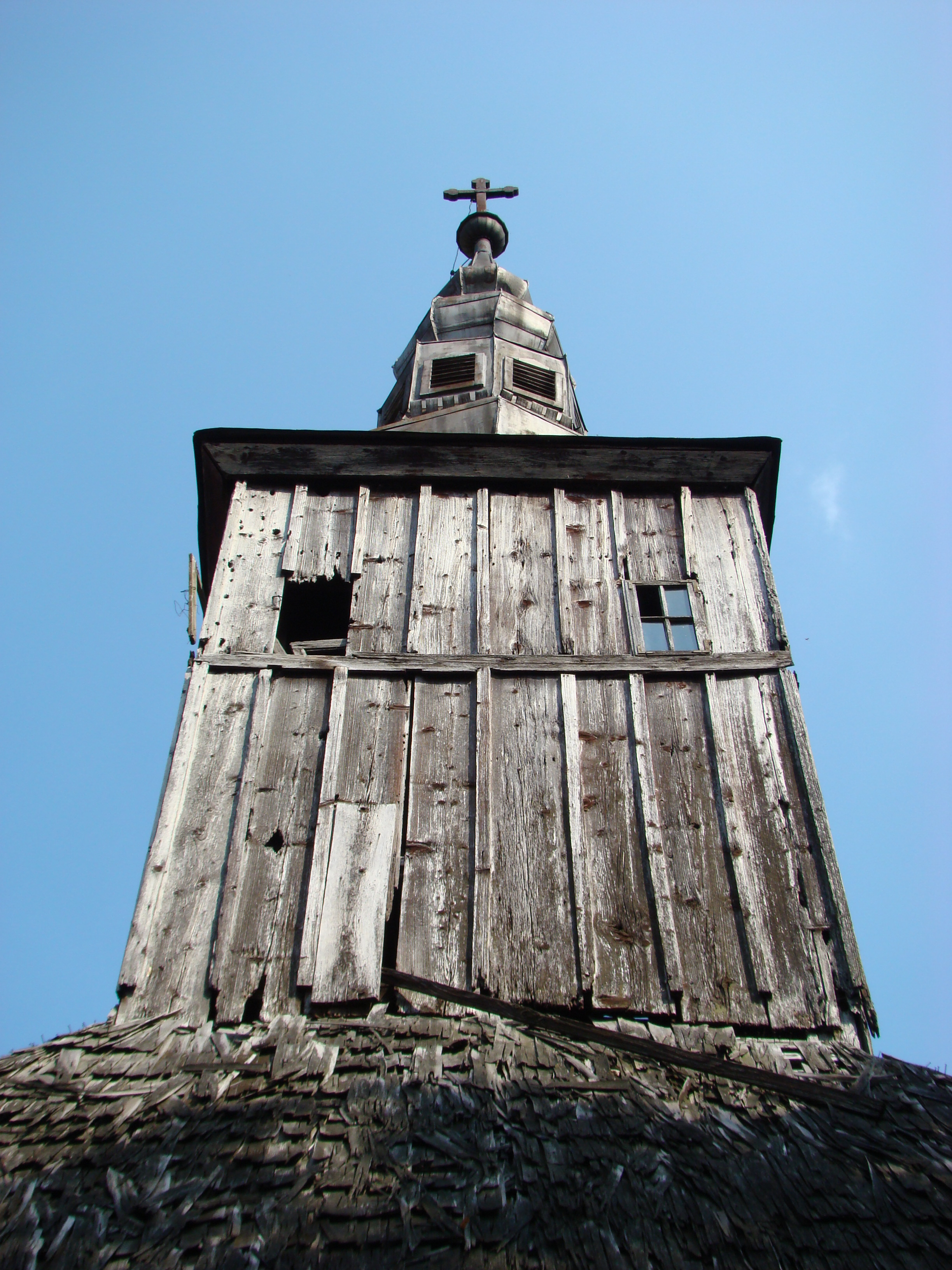
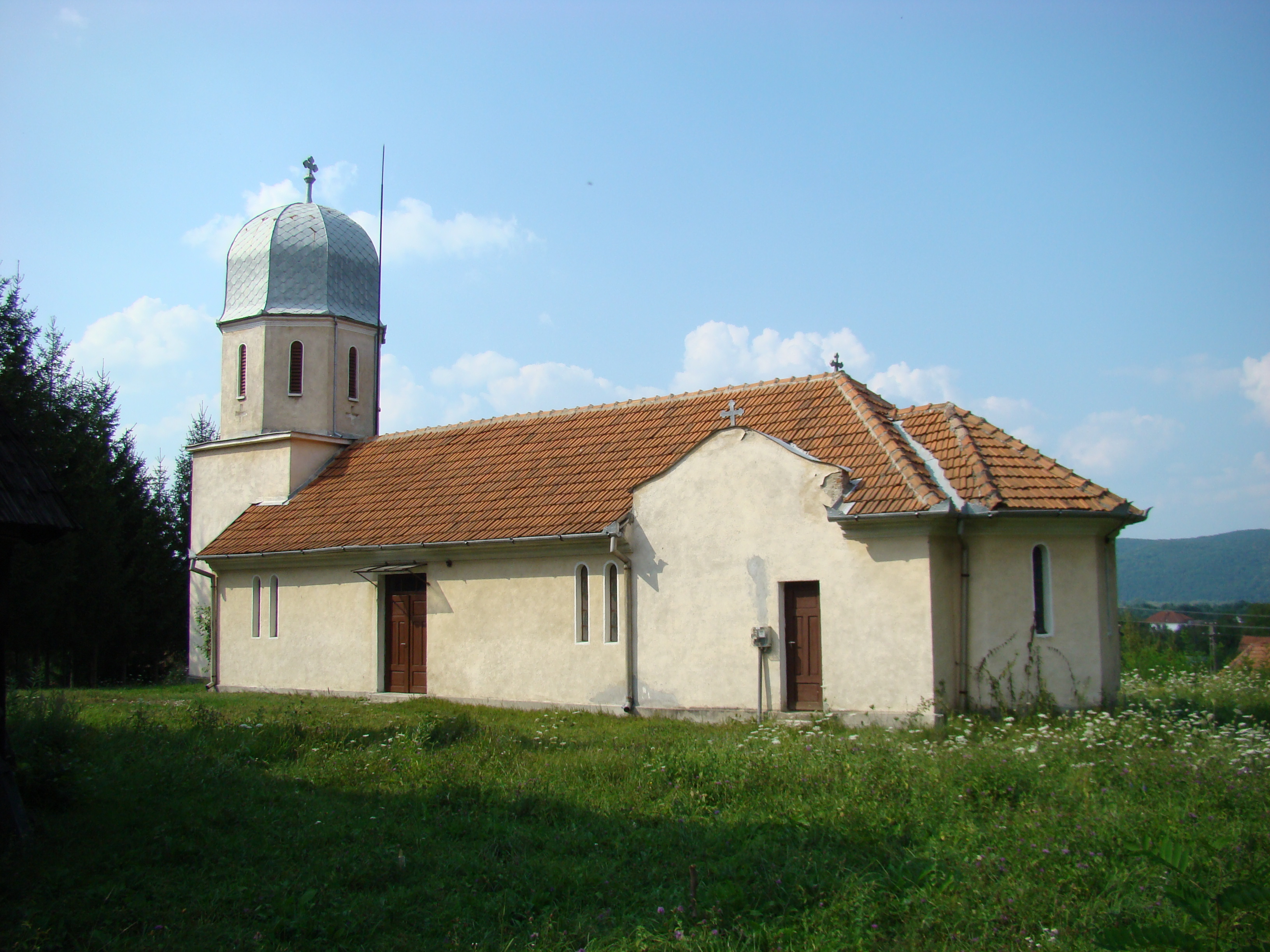
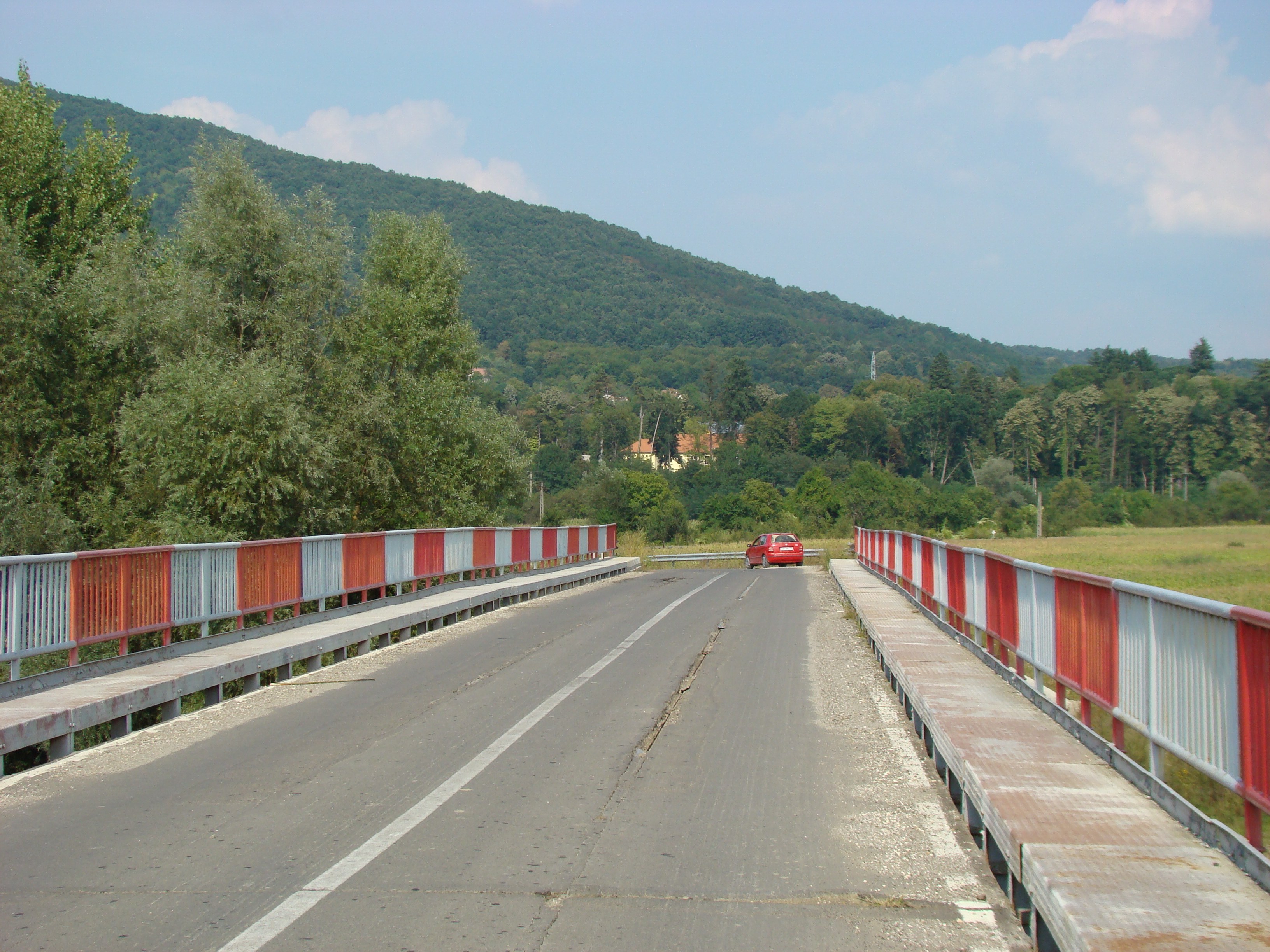
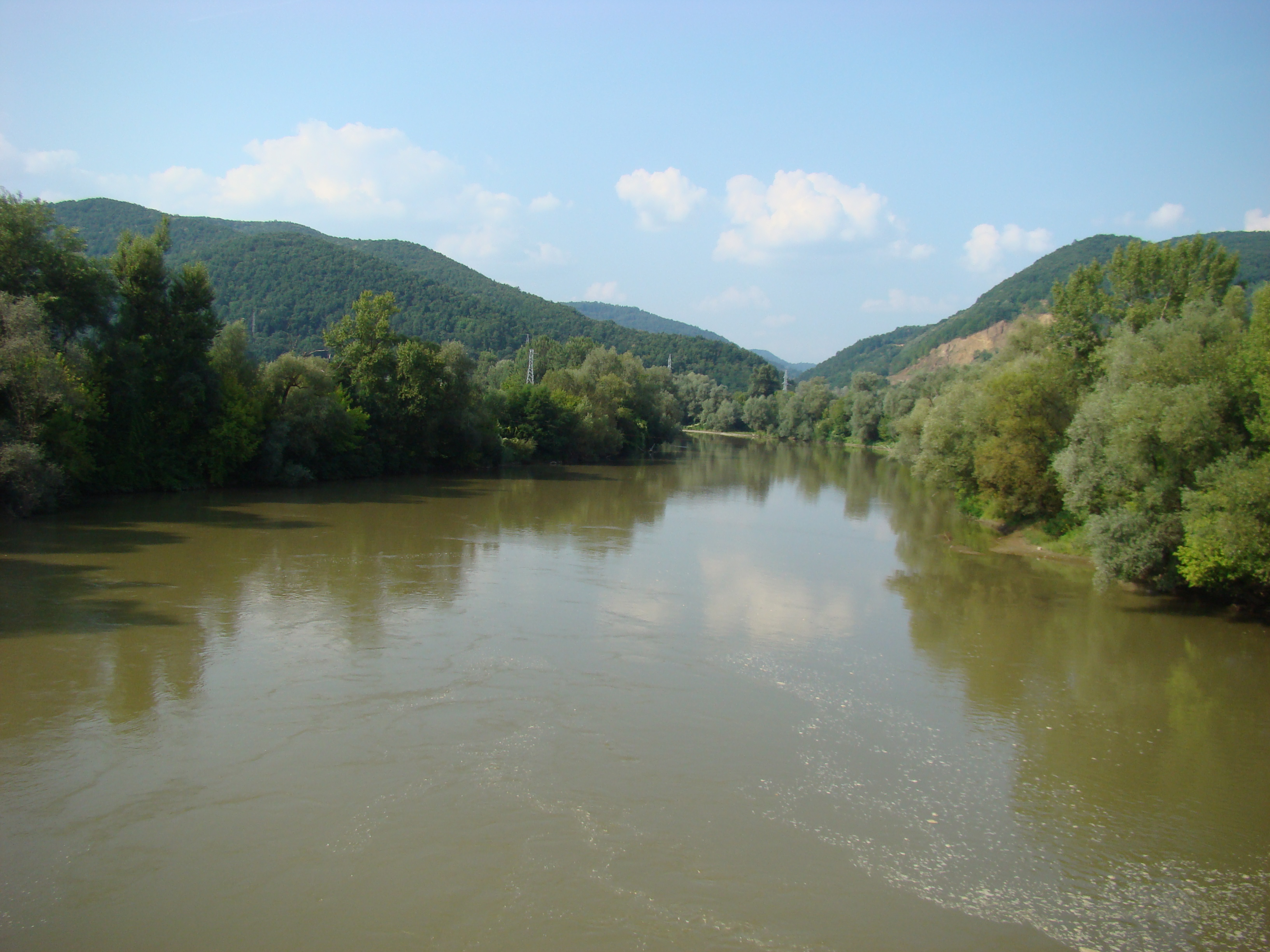
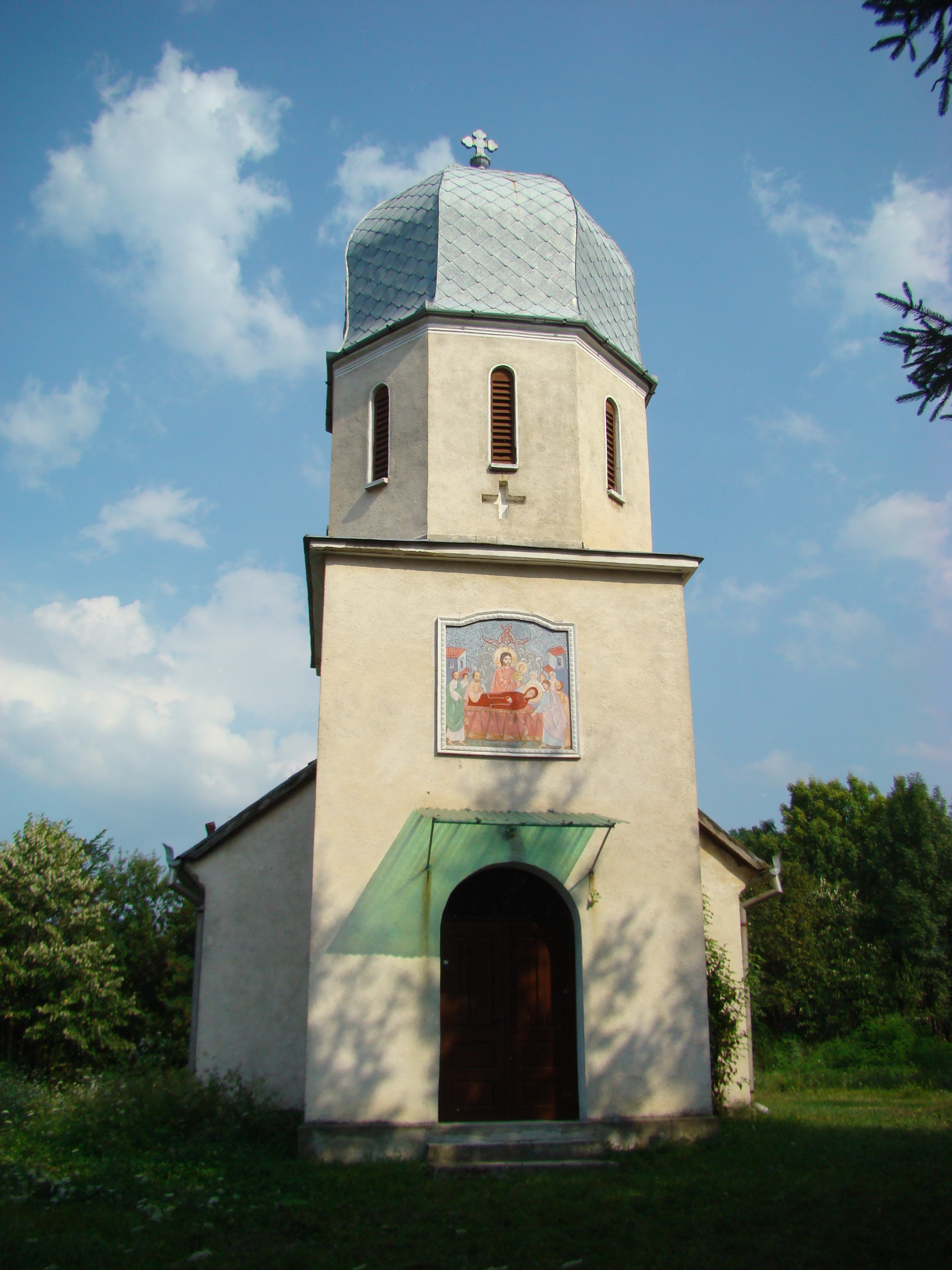

## Imagini din interior

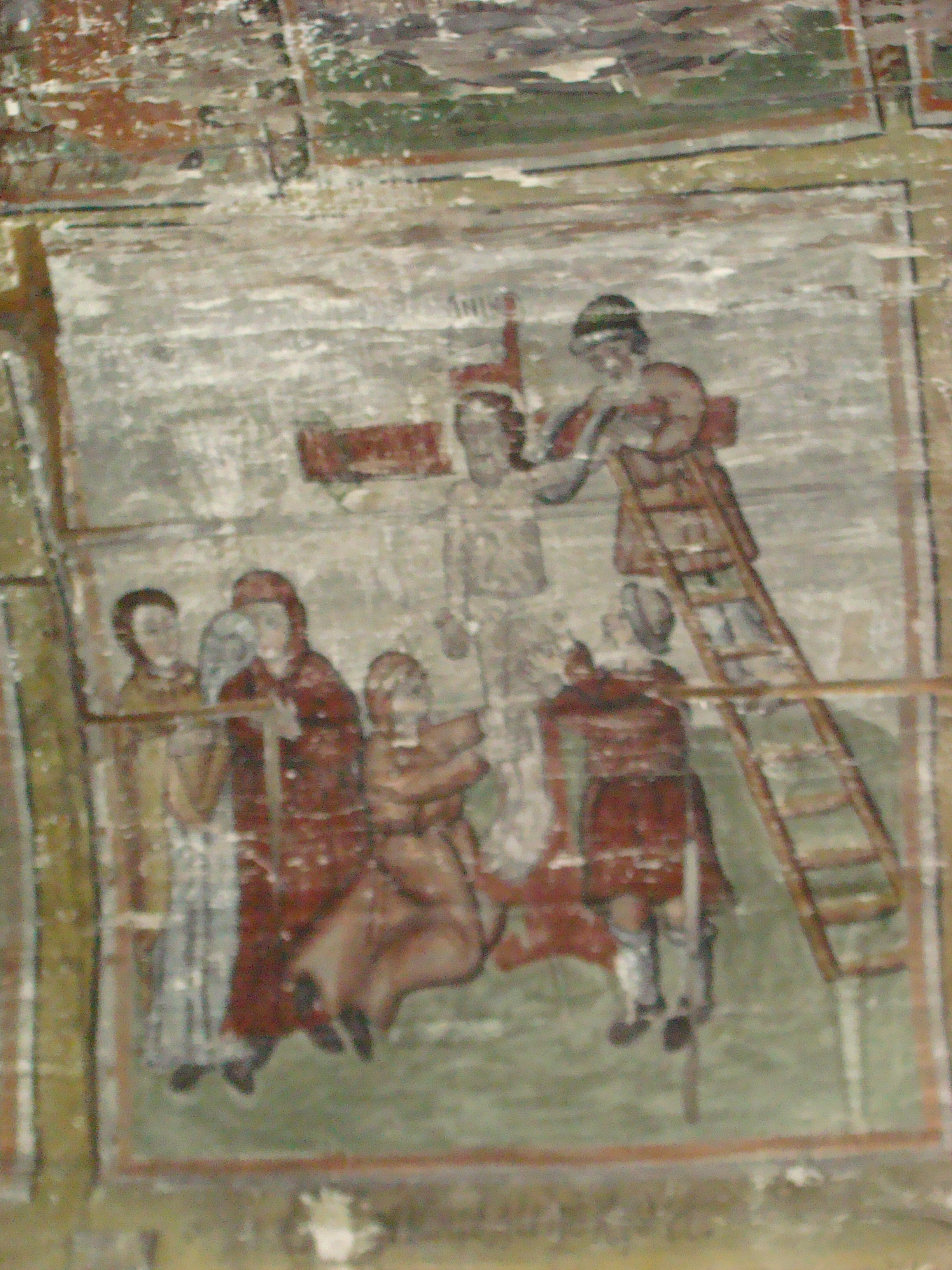
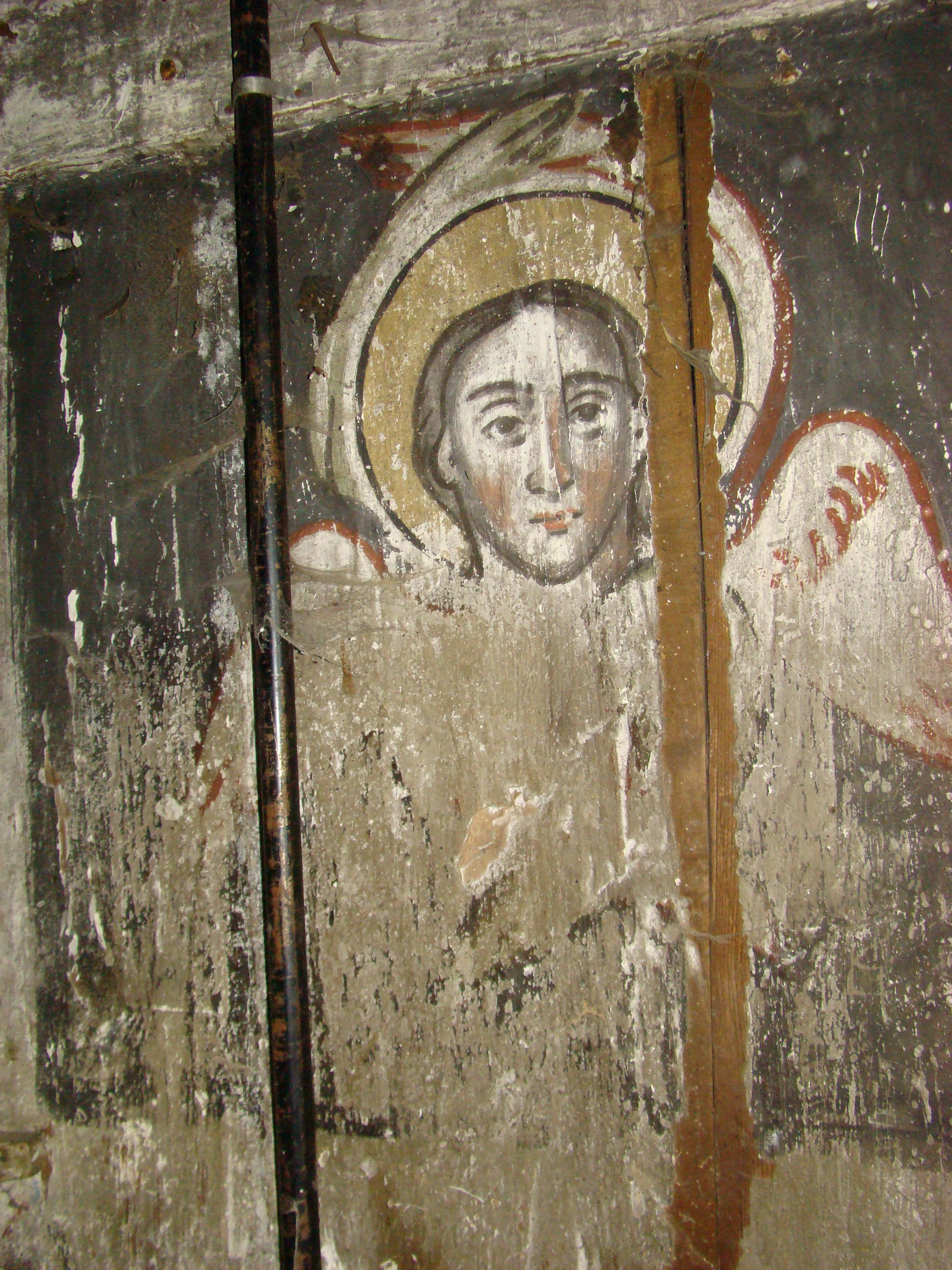
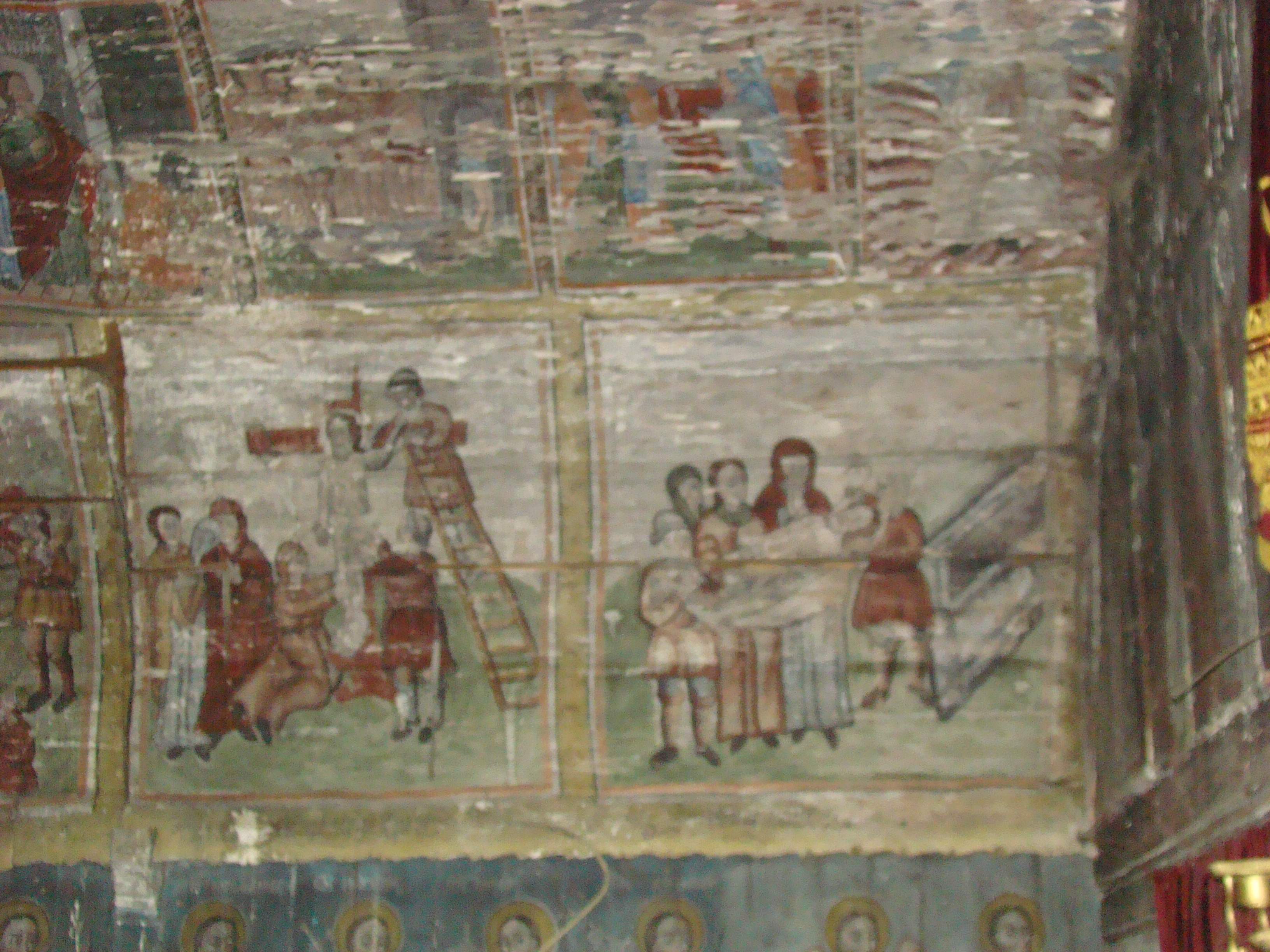
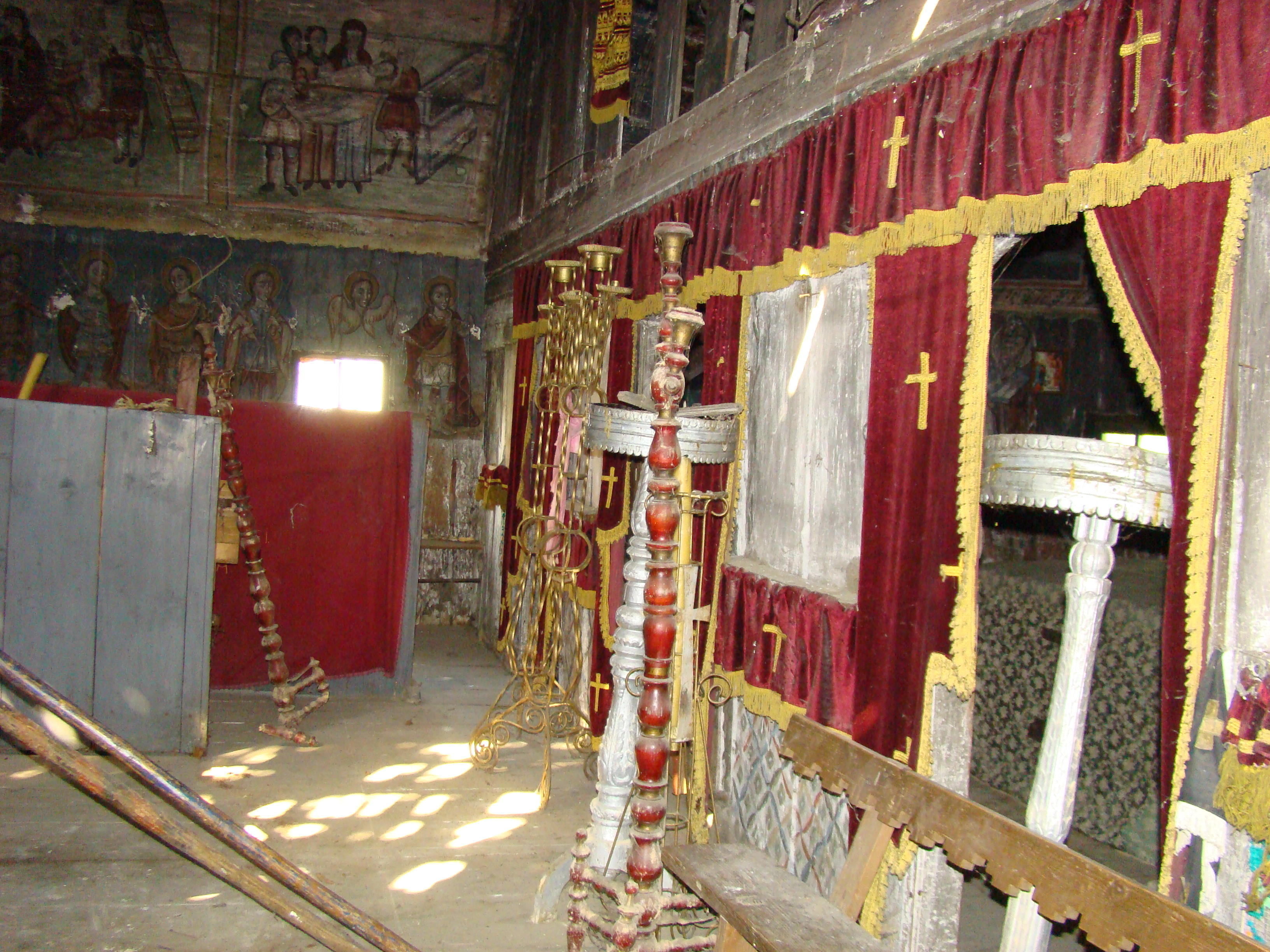
tinda, dosul intrării
proscomidia și pisania din altar
altar, dosul tâmplei
ferestre spre cer